# 清华大学二院
清华大学二院是清華大學已拆除的早期建築物，建於1909-1911年間，位於清華學堂北邊，與同方部相鄰。建築形式為連排單層外廊式，採磚木結構，共5排，總面積為4898.6平方公尺。
二院初建時為高等科自習室，宿舍和餐廳，學校的「基督教青年會」會址也設置在二院。1930年代中期，二院曾是中共清華黨支部的活動地點。